# Dominika Wielowieyska
Dominika Maria Wielowieyska (ur. 11 grudnia 1968 w Warszawie) – polska dziennikarka i publicystka, z wykształcenia teatrolog. Od 1991 związana z „Gazetą Wyborczą”.

## Życiorys
Ukończyła XXV Liceum Ogólnokształcące im. Józefa Wybickiego w Warszawie, następnie studia na Wydziale Wiedzy o Teatrze Państwowej Wyższej Szkoły Teatralnej w Warszawie. Uzyskała również dyplom MBA. Była stypendystką National Forum Foundation, prowadziła wykłady z zakresu dziennikarstwa i PR w warszawskiej Szkole Wyższej Psychologii Społecznej.
Pełniła funkcję prezesa Fundacji Charytatywny Bal Dziennikarzy, założonej przez dziennikarzy różnych mediów i wspomagającej instytucje oraz ośrodki zajmujące się dziećmi. Od 1991 pracuje jako dziennikarka i publicystka „Gazety Wyborczej”, współpracuje też z radiem Tok FM. Jest współautorką książki Dekady. 1985–1994, należącej do serii poświęconej historii Polski po II wojnie światowej.
Córka Andrzeja Wielowieyskiego i Zofii z domu Tyszkiewicz, urodziła się jako najmłodsza z siedmiorga rodzeństwa. Siostra m.in. urzędniczki Agnieszki Wielowieyskiej.

## Odznaczenia
W 2014 prezydent Bronisław Komorowski odznaczył ją Krzyżem Oficerskim Orderu Odrodzenia Polski.